# 1908 en philosophie
Chronologie de la philosophie
- 1904
- 1905
- 1906
- 1907
- 1908
- 1909
- 1910
- 1911
- 1912

L’année 1908 a été marquée, en philosophie, par les événements suivants :

## Publications
- Ecce homo, de Friedrich Nietzsche (publication à titre posthume).

### Traductions
- Jakob Böhme :  De la signature des choses, trad. abrégée Paul Sédir, 1908

## Naissances
- 9 janvier : Simone de Beauvoir (France, † 1986)
- 8 février : Albert Lautman (France, -1944)
- 14 mars : Maurice Merleau-Ponty (France, -1961)
- 16 mars : René Daumal (France, -1944)
- 20 mars : François-Albert Viallet (de) (France, -1977)
- 5 avril : Ingemar Hedenius (Suède, -1982)
- 11 mai : Ludovico Geymonat (Italie, -1991)
- 9 juin : Edmondo Cione (Italie, -1965)
- 25 juin : Willard Van Orman Quine (USA, -2000)
- 12 juillet : Michele Federico Sciacca (Italie, -1975)
- 6 septembre : Pietro Caramello (Italie, -1997)
- 27 octobre : Amedeo Rotondi (Italie, -1999)
- 28 novembre : Claude Lévi-Strauss (France, -2009)
- 1 décembre : Ernesto De Martino (Italie, -1965)
- 13 décembre : Plinio Corrêa de Oliveira (Brésil, -1995)
- ? : Claudio Baglietto (Italie, -1940)

## Décès
- 19 mars : Eduard Zeller (Allemagne, 1814-)
- 14 août : Friedrich Paulsen (Allemagne, 1846-)
- 20 septembre : Nicolás Salmerón (Espagne, 1838-)
- 1 novembre : Edward Caird (Écosse, 1835-)